# Scheme
Scheme [skiːm] — функциональный язык программирования, один из трёх наиболее популярных диалектов Лиспа (наряду с Common Lisp и Clojure). Создан в середине 1970-х годов исследователями Массачусетского технологического института Гаем Стилом (англ. Guy L. Steele) и Джеральдом Сассменом (англ. Gerald Jay Sussman).
Обладает минималистичным дизайном, содержит минимум примитивных конструкций и позволяет выразить всё необходимое путём надстройки над ними. Например, использует всего два механизма организации циклов — хвостовую рекурсию и итеративный подход (в котором используются временные переменные для сохранения промежуточного результата).
Язык начинался с попытки реализовать модель акторов Карла Хьюитта, для чего Стил и Сассман написали «крошечный интерпретатор Лиспа», а затем «добавили механизм создания акторов и посылки сообщений». Scheme стал первым диалектом Лиспа, применяющим исключительно статические (а не динамические) области видимости переменных, что гарантировало оптимизацию хвостовой рекурсии и обеспечило поддержку булевского типа (#t и #f вместо традиционных T и NIL). Также стал одним из первых языков с поддержкой продолжений. Начиная со спецификации R⁵RS, язык приобрёл средство для записи макросов на основе шаблонов синтаксического преобразования с «соблюдением гигиены» (англ. hygienic macro). Предусматривается «сборка мусора» (автоматическое освобождение памяти от неиспользуемых более объектов).
В качестве базовых структур данных язык использует списки и одномерные массивы («векторы»). В соответствии с декларируемым минимализмом, (пока) нет стандартного синтаксиса для поддержки структур с именованными полями, а также средств ООП — все это может быть реализовано программистом по его предпочтению, хотя большинство реализаций языка предлагают готовые механизмы.
Первоначальное название языка — Schemer, было изменено из-за ограничения на длину имён файлов в ITS; (англ. schemer — «авантюрист», «комбинатор»; видимо, намёк на другие лиспообразные языки, вышедшие из MIT — Planner (в одном из значений — «прожектёр») и Conniver («потворщик»)). Значительный вклад в популяризацию языка внесла книга Абельсона и Сассмана «Структура и интерпретация компьютерных программ», длительное время использовавшаяся как базовый учебник программирования в Массачусетском технологическом институте.

## Примеры
Простые математические операции:
```
(
+
 
2
 
(
*
 
2
 
2
))

>
 
6

(
+
 
1
 
2
 
3
 
4
)

>
 
10

```

Вызов каждой операции (или функции) представляется списком, в котором символ операции (который, в сущности, является именем функции) всегда занимает начальную позицию.
Предикаты типа:
```
(
number?
 
5
)

(
number?
 
"foo"
)

(
string?
 
"foo"
)

```

По соглашению, имена всех предикатов заканчиваются символом ?.
Проверки на равенство:
```
(
equal?
 
"foo"
 
"bar"
)

(
eqv?
 
5
 
(
+
 
2
 
3
))

(
eq?
 
'a
 
'A
)

```

Определение макросов для традиционных операций push и pop:
```
(
define-syntax
 
push!

  
(
syntax-rules
 
()

    
((
push!
 
x
 
l
)

     
(
set!
 
l
 
(
cons
 
x
 
l
)))))

(
define-syntax
 
pop!

  
(
syntax-rules
 
()

    
((
pop!
 
l
)

     
(
let
 
((
x
 
(
car
 
l
)))

       
(
set!
 
l
 
(
cdr
 
l
))

       
x
))))

```

Определение функций:
```
;; факториал в (неэффективном) рекурсивном стиле

(
define
 
(
fact
 
x
)

  
(
if
 
(
<
 
x
 
2
)

      
1

      
(
*
 
(
fact
 
(
-
 
x
 
1
))
 
x
)))

;; функция Фибоначчи — требует параллельной рекурсии

(
define
 
(
fib
 
n
)

  
(
cond
 
((
=
 
n
 
0
)
 
0
)

        
((
=
 
n
 
1
)
 
1
)

        
(
else
 
(
+
 
(
fib
 
(
-
 
n
 
1
))

                 
(
fib
 
(
-
 
n
 
2
))))))

;; сумма элементов списка в характерном для Scheme стиле

;; (вспомогательная функция loop выражает цикл с помощью

;; хвостовой рекурсии и переменной-аккумулятора)

(
define
 
(
sum-list
 
x
)

  
(
let
 
loop
 
((
x
 
x
)
 
(
n
 
0
))

    
(
if
 
(
null?
 
x
)

        
n

        
(
loop
 
(
cdr
 
x
)
 
(
+
 
(
car
 
x
)
 
n
)))))

(
fact
 
14
)

(
fib
 
10
)

(
sum-list
 
'
(
6
 
8
 
100
))

(
sum-list
 
(
map
 
fib
 
'
(
1
 
2
 
3
 
4
)))

```

Определение функции должно соответствовать следующему прототипу:
```
(
define
 
имя-функции
 
(
lambda
 
(
аргументы
)
 
(
реализация-функции
)))

```

хотя на практике чаще используют сокращённую форму:
```
(
define
 
(
имя-функции
 
аргументы
)
 
(
реализация-функции
))

```

## Ввод-вывод
Для ввода и вывода в Scheme используется тип «порт» (port, R5RS sec 6.6). R5RS определяет два стандартных порта, доступные как current-input-port и current-output-port, отвечающие стандартным потокам ввода-вывода Unix. Большинство реализаций также предоставляют current-error-port. Перенаправление ввода-вывода поддерживается в стандарте с помощью процедур with-input-from-file и with-output-to-file. У реализаций также имеются строковые порты, с помощью которых многие операции ввода-вывода могут выполняться со строковым буфером вместо файла, используя процедуры из SRFI 6. Стандарт R6RS определяет более сложные процедуры для работы с портами и много новых типов портов.
Следующие примеры написаны на R5RS Scheme.
```
(
write
 
(
+
 
(
read
)
 
(
read
)))

```

Вывод в порт по умолчанию (current-output-port):
```
(
let
 
((
hello0
 
(
lambda
()
 
(
display
 
"Hello world"
)
 
(
newline
))))

  
(
hello0
))

```

Передача порта в качестве аргумента:
```
(
let
 
((
hello1
 
(
lambda
 
(
p
)
 
(
display
 
"Hello world"
 
p
)
 
(
newline
 
p
))))

  
(
hello1
 
(
current-output-port
)))

```

Перенаправление вывода в файл:
```
(
let
 
((
hello0
 
(
lambda
 
()
 
(
display
 
"Hello world"
)
 
(
newline
))))

  
(
with-output-to-file
 
"outputfile"
 
hello0
))

```

Явное открытие файла и закрытие порта:
```
(
let
 
((
hello1
 
(
lambda
 
(
p
)
 
(
display
 
"Hello world"
 
p
)
 
(
newline
 
p
)))

      
(
output-port
 
(
open-output-file
 
"outputfile"
)))

  
(
hello1
 
output-port
)

  
(
close-output-port
 
output-port
)

)

```

call-with-output-file:
```
(
let
 
((
hello1
 
(
lambda
 
(
p
)
 
(
display
 
"Hello world"
 
p
)
 
(
newline
 
p
))))

  
(
call-with-output-file
 
"outputfile"
 
hello1
))

```

Подобные процедуры есть и для ввода. R5RS Scheme предоставляет предикаты input-port? и output-port?. Для символьного ввода и вывода существуют write-char, read-char, peek-char и char-ready?. Для чтения и записи выражений Scheme используются процедуры read и write. Если порт достиг конца файла при операции чтения, возвращается eof-объект, который может быть распознан предикатом eof-object?.

## SRFI
Из-за минимализма языка многие общие процедуры и синтаксические формы не определены в стандарте. Для того, чтобы сохранить ядро языка малым и способствовать стандартизации расширений, в сообществе Scheme принят процесс «Scheme Request for Implementation» (запрос на реализацию), с помощью которого предлагаемые расширения проходят тщательное обсуждение. Это способствует переносимости кода. Многие SRFI поддерживаются всеми или большинством реализаций Scheme.
Достаточно широко поддерживаются реализациями следующие SRFI:
- 0: проверка наличия расширений с помощью cond-expand
- 1: библиотека для списков
- 4: гомогенные числовые векторы
- 6: строковые порты
- 8: receive: привязка к нескольким значениям
- 9: record типы
- 13: библиотека для строк
- 14: библиотека наборов символов
- 16: синтаксис для процедур переменной арности
- 17: обобщенный set!
- 18: поддержка многопоточности
- 19: типы данных и процедуры работы со временем
- 25: многомерные массивы
- 26: нотация для фиксации аргументов процедуры без каррирования
- 27: источники случайных битов
- 28: базовое форматирование строк
- 29: локализация
- 30: вложенные многострочные комментарии
- 31: специальная форма рекурсивного выполнения
- 37: args-fold: процессор аргументов программы
- 39: parameter objects
- 41: потоки данных
- 42: eager comprehensions
- 43: библиотека векторов
- 45: примитивы для выражения ленивых итерационных алгоритмов
- 60: битовые операции
- 61: более общий cond
- 66: векторы октетов
- 67: процедуры сравнения

## Основные реализации
GNU Guile — язык расширений проекта GNU — интерпретатор Scheme, реализованный как библиотека, позволяющая приложениям создавать внутренний интерпретатор Scheme.
Язык Racket изначально являлся реализацией Scheme (первое наименование — PLT Scheme).
MIT Scheme — свободная (GPL) реализация для платформы x86 под Linux, FreeBSD, IBM OS/2, и Win32.
Chicken Scheme — интерпретатор, поддерживающий трансляцию в Си.
JScheme — интерпретатор, написанный на Java;
Kawa — компилятор Scheme в байт-код JVM.
Компилятор Chez Scheme длительное время поставлялся как коммерческий продукт, с 2016 года стал свободно распространяемым (Apache).
Всего существует большое количество реализаций языка для разных платформ, в частности, есть интерпретатор Armpit Scheme для микроконтроллеров на базе архитектуры ARM.